# Sea patrol
Sea Patrol er en australsk tv-serie, der blev vist fra 2007 til 2011. Serien foregår på den fiktive patruljebåd HMAS Hammersley i den Australske søværn, Royal Australian Navy (RAN) og fokuserer på skibet og besætningens liv.